# Australocyathus vincentinus
Australocyathus vincentinus är en korallart som först beskrevs av Dennant 1904.  Australocyathus vincentinus ingår i släktet Australocyathus och familjen Turbinoliidae.
Artens utbredningsområde är Indiska oceanen. Inga underarter finns listade i Catalogue of Life.